# Lilly Wood & the Prick
Lilly Wood & the Prick ist ein französisches Folkpopduo.

## Bandgeschichte
Ein gemeinsamer Freund brachte 2006 die Sängerin Nili Hadida und den Gitarristen Benjamin Cotto zusammen. Sie entdeckten ihre gemeinsame musikalische Ader und begannen Lieder zu schreiben. Ihre ersten gemeinsamen Stücke veröffentlichten sie im Internet. Eine Coverversion des Santigold-Lieds Les Artistes erweckte die Aufmerksamkeit des Musikers Pierre Guimard, der daraufhin bei seinem Label Choke Industry 2008 ihre erste EP mit dem Titel Lilly Who and the What? veröffentlichte.
Es dauerte weitere zwei Jahre, bis das Debütalbum Invincible Friends fertiggestellt war. Im Juni 2010 stieg es zunächst auf Platz 57 ein und zeigte ein ständiges Auf und Ab in den französischen Albumcharts. Gefördert wurde dies auch dadurch, dass Lieder daraus in der Werbung für Virgin Radio und Guerlain verwendet wurden. Mit der Neuauflage im Februar 2011 mit dem zusätzlichen Bonustrack This Is a Love Song, der auch in die Singlecharts kam, erreichte das Album mit Platz 30 seine Höchstposition. Insgesamt blieb es zwei Jahre in den Top 200. Bei den Victoires de la Musique, dem wichtigsten französischen Musikpreis, wurden Lilly Wood & the Prick für diesen Erfolg mit dem Publikumspreis als Newcomer des Jahres ausgezeichnet.
Das zweite Album des Duos mit dem Titel The Fight erschien dann Ende 2012. Es erreichte Platz 16 in Frankreich und platzierte sich auch in den belgischen Charts.
Lilly Wood & the Prick spielten danach auf vielen Festivals in Europa und hatten Anfang 2014 auch Auftritte in Australien. Größere Bekanntheit außerhalb des französischsprachigen Raums erlangte das Duo im Frühjahr 2014. Der deutsche DJ Robin Schulz, der zuvor schon Mr. Probz entdeckte, fertigte einen Remix des Songs Prayer in C an. Das Lied stammt vom Debütalbum Invincible Friends und enthält auch einen Querflötenpart. Schulz nahm jedoch nur den Refrain und das eingängige Gitarrenriff für seinen Dance-Remix. Auf seiner Soundcloud-Seite wurde das Stück 2,5 Millionen Mal aufgerufen und ein Video erreichte bei YouTube noch einmal knapp eine halbe Million Aufrufe in zwei Wochen, bevor die Single Anfang Juni in den deutschsprachigen Ländern veröffentlicht wurde. Die Single erreichte unter anderem die Chartspitze in Deutschland, Frankreich, Österreich, der Schweiz und dem Vereinigten Königreich. Im April 2020 erhielt der Remix für eine Million verkaufter Exemplare eine Diamantene Schallplatte in Deutschland, womit Prayer in C eine der meistverkauften Singles in Deutschland ist.

## Mitglieder

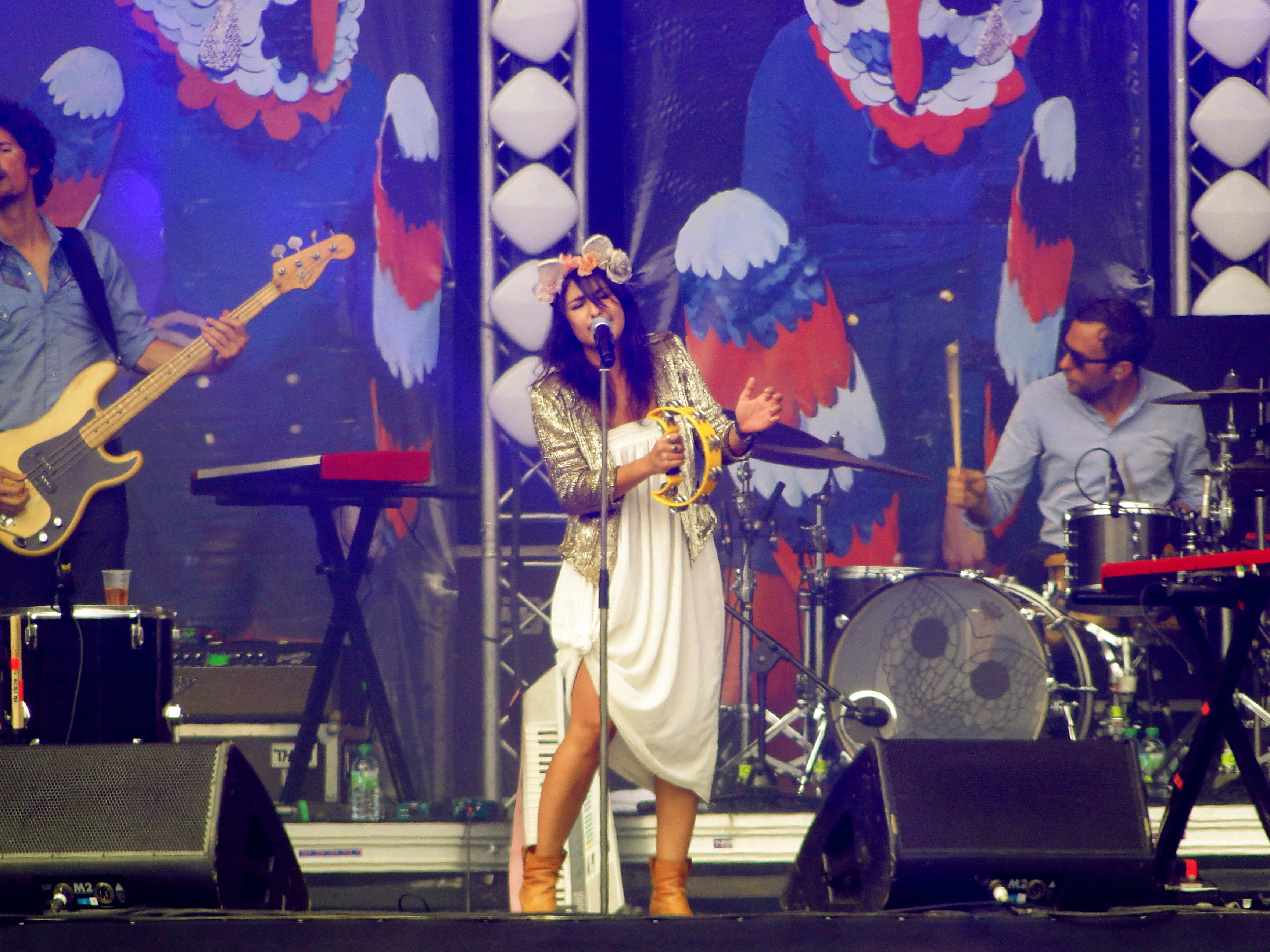
Lilly Wood & the Prick beim Rock en Seine (2011)

- Nili Hadida (geb. Ben Meir;[5] * 1986 in Tel Aviv[6]), Sängerin
- Benjamin Cotto (* Dezember 1985 in Paris), E-Gitarrist

## Diskografie
Alben
- Lilly Who and the What? (EP, 2008)
- Invincible Friends (2010)
- The Fight (2012)
- Shadows (2015)
- Most Anything (2021)

Lieder
- Down the Drain (2010)
- This Is a Love Song (2010)
- My Best (2010)
- Middle of the Night (2012)
- Where I Want to Be (California) (2012)
- Long Way Back (2014)
- Into Trouble (2014)
- Prayer in C (Robin Schulz Remix) (Lilly Wood & the Prick und Robin Schulz, 2014)
- Shadows (2015)
- I Love You (2015)
- Kokomo (2016, Original: The Beach Boys)